# Аир (плато)
Платото Аир (на френски: Aïr, Azbine) или старо наименование: Асбен, Азбен, е плато в южната част на пустинята Сахара и в централната част на Нигер.
Представлява част от екорегиона „Планински сухоустойчиви гори на Западна Сахара“ (на английски: West Saharan montane xeric woodlands). Има площ от 84 000 км², като е разположен на север от 17-и паралел на височина 500 до 900 м. и достигайки на някои места височина от 1800 до 2000 м. В платото Аир има уникални геологични форми и забележителни археологични паметници, свързани с историческото развитие на областта.
Източната част на платото заедно със севеоизточната част на пустинята Тенере от 1991 г. са включени към Списъка на световното културно и природно наследство на ЮНЕСКО като Резерват Аир и Тенере (на английски: Тенере Aïr and Ténéré National Nature Reserve) с обща площ 77,000 км².

## Население
Агадес представлява главният град в Аир и се намира в центъра на населяваната от туарегите област. По-голямата част от туарегите в областта са живели като номади в близкото минало като са отглеждали основно камили и кози, от които те получават мляко, месо и кожи, използвани за местни занаятчийски продукти. По-голямата част от населението, водещо уседнал начин на живот е зависимото от по-висшата каста на туарегите, селско население или икелани (на английски: Ikelan), бивши роби или бивши пленници на туарегите. Това население живее в северните оазиси, като се грижи за плантациите от финикова палми, собственост на богатите туареги. Селскостопанските продукти от Timia, Aouderas и Tabelotce се заменят традиционно срещу дрехи или сол доставяни от керваните.
|  |  |  |

## География
Платото е изградено от древни гранити и кватернерни лави. Средната му надморска височина е 800 – 900 m, а максималната връх Идукалн-Тагес 2022 m, представляващ изгаснал вулкан. В сухите долини (уадите) се срещат бодливи акациеви храсти, склоновете му са заети от опустинена савана, а върховете представляват голи пустини.

### Фауна
На територията на платото живеят около 40 вида бозайници, част от които са заплашени от изчезване, 160 вида птици, около 18 вида влечуги и един вид земноводно. Няма водни обитатели. Девет вида животни са в Червената книга на Нигер. Платото Аир е място, където живеят много от изчезващите видове копитни животни като Газела доркас (лат. Gazella dorcas; с около 12 хиляди броя), Сахарска газела (лат. Gazella dama със 170 бр.) и Гривест козирог (лат. Ammotragus lervia; 3,5 хиляди броя). Лъвовете (лат. Panthera leo) както и са напълно унищожени, останали са около 15 до 20 гепарда (лат. Acinonyx jubatus) и няколко броя Ивичеста хиена (лат. Hyaena hyaena). Няма данни за астрашения вид Адакс (Addax nasomaculatus). В планината има колонии от Скален даман (лат. Procavia capensis). От приматите се открити силно изолирана популация от Зелен павиан (лат. Papio anubis), наброяваща около 70 броя и колония Патас (лат. Erythrocebus patas) от 1500 броя, живеещи в централната част на платото. Напълно са изчезнали вследствие на човешката намеса застрашения вид хиеновото куче (Lycaon pictus). Изчезнал вид за региона е и африканският щраус, който може да бъде населен отново от ферми за щрауси.

### Полезни изкопаеми
На платото има източници на гореща вода, както и значителни подземни водни запаси. В западната част на платото се намират основните находища от уранова руда в Нигер. Тези находища се разработват от фирми край град Арли и Акута. Освен уран на платото се добиват и други изкопаеми като калай и въглища.

## Галерия
- Спътникова снимка на платото Аир
- Пръстенообразните магмени образования на платото Аир
- Местността на юг от платото Аир в района на планината Багзан
- Пустиня в близост до планините Аир в далечината.